# Brad Garrett
Pour les articles homonymes, voir Garrett.
Brad Garrett, né Bradley Henry Gerstenfeld le 14 avril 1960 à Woodland Hills (Los Angeles), est un acteur américain. Il mesure 2,04 m.

## Biographie
Brad mène en parallèle une carrière de joueur de poker professionnel.

## Filmographie

### Cinéma
- 1986 : Transformers: Five Faces of Darkness (vidéo) : Trypticon (voix)
- 1990 : Les Jetson, le film : Bertie Furbelow (voix)
- 1992 : Porco Rosso (Kurenai no buta) : Mamma Aiuto Boss (voix anglophone)
- 1995 : Casper : Fatso (voix)
- 1996 : Siegfried & Roy: Masters of the Impossible (vidéo) : voix additionnelle
- 1996 : A Delicatessen Story : Sheldon Lutz
- 1996 : Agent zéro zéro (Spy Hard) de Rick Friedberg : Short Rancor Guard (voix)
- 1997 : George B. : Security Guard
- 1997 : Mighty Ducks, le film (vidéo) : Grin (voix)
- 1997 : Suicide Kings : Jeckyll
- 1998 : Pocahontas 2 : Un monde nouveau (Pocahontas II: Journey to a New World) (vidéo)  voix additionnelle
- 1998 : Postal Worker : Oren Starks
- 1998 : 1 001 Pattes (A Bug's Life) : Dim (voix)
- 1999 : Hercules: Zero to Hero (vidéo) : Orthus (voix)
- 1999 : Accords et Désaccords (Sweet and Lowdown) : Joe Bedloe
- 2000 : Dingo et Max 2 (An Extremely Goofy Movie) (vidéo) : Tank (voix)
- 2000 : Facade : Henry
- 2002 : Stuart Little 2 : Plumber
- 2002 : Les Country Bears (The Country Bears) : Fred Bedderhead (voix)
- 2003 : Le Monde de Nemo (Finding Nemo) : Bloat (voix)
- 2003 : The Trailer : Victim
- 2004 : Garfield, le film (Garfield) : Luca (voix)
- 2005 : The Amateurs : Wally
- 2005 : Baby-Sittor (The Pacifier) : Vice Principal Murney
- 2005 : Tom et Jerry : Destination Mars (Tom and Jerry Blast Off to Mars) (vidéo) : Commander Bristle
- 2005 : Tarzan 2 (Tarzan II) (vidéo) : Uto (voix)
- 2006 : La Nuit au musée de Shawn Levy : voix de la statue de l'île de Pâques
- 2007 : Le Come-Back de Marc Lawrence : manager d'Alex Fletcher
- 2007 : Ratatouille de Brad Bird : Auguste Gusteau (voix)
- 2007 : À la recherche de Noël (Christmas Is Here Again) : Charlee (voix)
- 2013 : L'Incroyable Burt Wonderstone (The Incredible Burt Wonderstone) de Don Scardino : Dom
- 2016 : Ninja Turtles 2 (Teenage Mutant Ninja Turtles: Out of the Shadows) de Dave Green : Krang (voix)
- 2018 : Jean-Christophe et Winnie (Christopher Robin) de Marc Forster : Bourriquet (voix)
- 2018 : Gloria Bell de Sebastián Lelio : Dustin Mason
- 2022 : Cha Cha Real Smooth de Cooper Raiff :
- 2025 : Elio de Domee Shi : lord Grigon (voix)

### Télévision
- 1985 : Hulk Hogan's Rock 'n' Wrestling (en) (série télévisée) : Hulk Hogan (segments animés) (voix)
- 1988 : First Impressions (en) (série télévisée) : Frank Dutton
- 1991 : Où est Charlie ? (Where's Waldo?) (série télévisée) : Wizard Whitebeard (voix)
- 1992 : Eek le chat (Eek! The Cat) (série télévisée) : Thuggo (voix)
- 1993 : Les Motards de l'espace (Biker Mice from Mars) (série télévisée) : Greasepit (voix)
- 1993 : Bonkers (série télévisée) : Toon Wolf / Human Wannabe in Ratsuit (voix)
- 1993 : Bêtes comme chien (série télévisée) : Big Dog (voix)
- 1993 : Problem Child (série télévisée) : voix additionnelle
- 1993 : Hollyrock-a-Bye Baby (téléfilm) : Big Rock (voix)
- 1994 : The Bears Who Saved Christmas (téléfilm) : Black Bart
- 1994 : Le Prince de Bel-Air (série télévisée), saison 5 épisode 5 Cinéma : O'Neill, le tueur de la mafia
- 1995 : The Pursuit of Happiness (en) (série télévisée) : Alex Chosek
- 1995 : Shnookums and Meat Funny Cartoon Show (en) (série télévisée) : Shirley Pimple (voix)
- 1996 : Project G.e.e.K.e.R. (en) (série télévisée) : Noah (voix)
- 1996 : Superman: The Last Son of Krypton (en) (téléfilm) : Bibbo (voix)
- 1996 : Mighty Ducks (série télévisée) : Grin (voix)
- 1996-2005 : Tout le monde aime Raymond (série télévisée) : Robert Barone
- 1997 : Nightmare Ned (série télévisée) : Dad
- 1997 : Don King: Seulement en Amérique (en) (Don King: Only in America) (téléfilm) : Assassin
- 1998 : Toonsylvania (série télévisée) : Phil (voix)
- 1998 : The Batman/Superman Movie (téléfilm) : Bibbo (voix)
- 1998 : Hercule (Hercules) (série télévisée) : voix additionnelle
- 1999 : Mickey Mania (série télévisée) : Muncey et voix additionnelle (voix)
- 1999 : Barney (série télévisée) : Dim (voix)
- 2001 : Club Land (téléfilm) : Lou Montana
- 2001 : One Saturday Morning (série télévisée) : Jelly Roll the Elephant (voix)
- 2001 : Disney's tous en boîte (House of Mouse) (série télévisée) : Muncey et voix additionnelle (voix)
- 2002 : Bleacher Bums (en) (téléfilm) : Marvin
- 2002 : Gleason (en) (téléfilm) : Jackie Gleason
- 2006 : Pour le meilleur et le pire (Til Death) (série télévisée) de Cathy Yuspa, Josh Goldsmith : Eddie Stark
- 2008 : Monk, épisode Monk déménage : Jake Phillips
- 2013 : How to Live with Your Parents (for the Rest of Your Life) (série télévisée) : Max
- 2013-2014 : The Crazy Ones (série télévisée) : Gordon Lewis
- 2015 : Fargo (saison 2) : Joe Bulo
- 2016 : New York, unité spéciale, épisodes Abus de surveillance et L'Heure des départs : Gary Munson[1]
- 2018 : Bull, épisode Seul contre tous : Ron Getman
- 2024 : Not Dead Yet (saison 2) : Duncan Rhodes

## Distinctions
- Emmy Awards 2002 - Meilleur second rôle série télévisée comique (Supporting Actor Comedy Series) pour Tout le monde aime Raymond

## Voix francophones
En France, Emmanuel Jacomy et Philippe Dumond sont les voix régulières de Brad Garrett, en alternance.
Au Québec, Hubert Gagnon et Benoît Rousseau ont tous deux doublé Brad Garrett à quatre occasions.